# Timbres d'Algérie 1963
Cet article recense les timbres-poste d'Algérie émis en 1963 par l'administration des Postes.

## Généralités
Les émissions portent la mention « اَلْجُمهُورِيَّة اَلْجَزَائِرِيَّة اَلدِّيمُقرَاطِيَّة اَلشَّعبِيَّة » et  « البريد » en arabe qui veut dire République algérienne démocratique et populaire et Poste. En français il y a deux mentions  « Algérie » et  « Postes », une valeur faciale libellée en nouveau franc (NF).

## Liste des Timbres émis
| 007 |  | 0.05 Gloire à la Révolution Valeur faciale : 0,05 NF Tirage : 5 275 000 Date d'émission : 7 janvier 1963 Dates de retrait : 1er février 1965 Dimensions : 28,5x21 Dentelure : 12½ Dessinateur : Imprimeur : Imprimerie national de Belgrade |  | Description |

| 008 |  | 0.10 Gloire à la Révolution Valeur faciale : 0,10 NF Tirage : 9 100 000 Date d'émission : 7 janvier 1963 Dates de retrait : 1er février 1965 Dimensions : 28,5x21 Dentelure : 12½ Dessinateur : Imprimeur : Imprimerie nationale de Belgrade |  | Description |

| 009 |  | 0.25 Gloire à la Révolution Valeur faciale : 0,25 NF Tirage : 50 800 000 Date d'émission : 7 janvier 1963 Dates de retrait : 1er février 1965 Dimensions : 28,5x21 Dentelure : 12½ Dessinateur : Imprimeur : Imprimerie nationale de Belgrade |  | Description |

| 010 |  | 0.95 Gloire à la Révolution Valeur faciale : 0,95 NF Tirage : 5 025 000 Date d'émission : 7 janvier 1963 Dates de retrait : 1er février 1965 Dimensions : 28,5x21 Dentelure : 12½ Dessinateur : Imprimeur : Imprimerie nationale de Belgrade |  | Description |

| 011 | [[Fichier:\|180px]] | 1.00 Retour à la Paix Valeur faciale : 1,00 NF Tirage : 4 650 000 Date d'émission : 7 janvier 1963 Dates de retrait : 15 novembre 1967 Dimensions : 28,5x21 Dentelure : 12½ Dessinateur : Imprimeur : Imprimerie nationale de Belgrade |  | Description |

| 012 |  | 2.00 Retour à la Paix Valeur faciale : 2,00 NF Tirage : 1 500 000 Date d'émission : 7 janvier 1963 Dates de retrait : 15 novembre 1967 Dimensions : 28,5x21 Dentelure : 12½ Dessinateur : Imprimeur : Imprimerie nationale de Belgrade |  | Description |

| 013 |  | 5.00 Retour à la Paix Valeur faciale : 5,00 NF Tirage : 400 000 Date d'émission : 7 janvier 1963 Dates de retrait : 15 novembre 1967 Dimensions : 28,5x21 Dentelure : 12½ Dessinateur : Imprimeur : Imprimerie nationale de Belgrade |  | Description |

| 014 |  | 10.00 Retour à la Paix Valeur faciale : 10,00 NF Tirage : 240 000 Date d'émission : 7 janvier 1963 Dates de retrait : 15 novembre 1967 Dimensions : 28,5x21 Dentelure : 12½ Dessinateur : Imprimeur : Imprimerie nationale de Belgrade |  | Description |

| 015 |  | Compagne mondiale contre la faim Valeur faciale : 0,25 NF Tirage : 1 000 000 Date d'émission : 21 mars 1963 Dates de retrait : 19 novembre 1966 Dimensions : 36x22 Dentelure : 13 Dessinateur : René Ferrer Imprimeur : Imprimerie PTT Paris |  | Description |

| 016 |  | Fonds national de Solidarité Valeur faciale : 0,50 + 0,20 NF Tirage : 500 000 Date d'émission : 26 mai 1963 Dates de retrait : 1er février 1965 Dimensions : 36x22 Dentelure : 13 Dessinateur : Mohamed Bouzid et René Ferrer Imprimeur : Imprimerie PTT Paris |  | Description |

| 017 |  | Tibre-taxe 0,05 Balance Valeur faciale : 0,05 NF Tirage : 3 340 000 Date d'émission : juin 1963 Dates de retrait : 31 mai 1980 Dimensions : 17x21 Dentelure : 13½ Dessinateur : Mohamed Temmam Imprimeur : Imprimerie PTT Paris |  | Description |

| 018 |  | Tibre-taxe 0,10 Balance Valeur faciale : 0,10 NF Tirage : 15 190 000 Date d'émission : juin 1963 Dates de retrait : 31 mai 1980 Dimensions : 17x21 Dentelure : 13½ Dessinateur : Mohamed Temmam Imprimeur : Imprimerie PTT Paris |  | Description |

| 019 |  | Tibre-taxe 0,20 Balance Valeur faciale : 0,20 NF Tirage : 14 810 000 Date d'émission : juin 1963 Dates de retrait : 31 mai 1980 Dimensions : 17x21 Dentelure : 13½ Dessinateur : Mohamed Temmam Imprimeur : Imprimerie PTT Paris |  | Description |

| 020 |  | Tibre-taxe 0,50 Balance Valeur faciale : 0,50 NF Tirage : 8 520 000 Date d'émission : juin 1963 Dates de retrait : 31 mai 1980 Dimensions : 17x21 Dentelure : 13½ Dessinateur : Mohamed Temmam Imprimeur : Imprimerie PTT Paris |  | Description |

| 021 |  | Tibre-taxe 1,00 Balance Valeur faciale : 1,00 NF Tirage : 7 530 000 Date d'émission : juin 1963 Dates de retrait : 31 mai 1980 Dimensions : 17x21 Dentelure : 13½ Dessinateur : Mohamed Temmam Imprimeur : Imprimerie PTT Paris |  | Description |

| 022 |  | 1re anniversaire de l'indépendance Valeur faciale : 0,25 NF Tirage : 500 000 Date d'émission : 5 juillet 1963 Dates de retrait : 19 novembre 1966 Dimensions : 26x36 Dentelure : 13 Dessinateur : Ali Ali-Khodja Imprimeur : Imprimerie PTT Paris |  | Description |

| 023 |  | 2e Congrès des médecins arabes Valeur faciale : 0,25 NF Tirage : 300 000 Date d'émission : 29 juillet 1963 Dates de retrait : 19 novembre 1966 Dimensions : 26x36 Dentelure : 13 Dessinateur : Ali Ali-Khodja Imprimeur : Imprimerie PTT Paris |  | Description |

| 024 |  | 0,08 Orange Valeur faciale : 0,08 NF Tirage : 400 000 Date d'émission : juillet 1963 Dates de retrait : 31 mai 1980 Dimensions : 18x22 Dentelure : 14x13 Dessinateur : Imprimeur : Imprimerie PTT Paris |  | Description |

| 025 |  | 0,20 Orange Valeur faciale : 0,20 NF Tirage : 400 000 Date d'émission : juillet 1963 Dates de retrait : 31 mai 1980 Dimensions : 18x22 Dentelure : 14x13 Dessinateur : Imprimeur : Imprimerie PTT Paris |  | Description |

| 026 |  | 0,40 Orange Valeur faciale : 0,40 NF Tirage : 200 000 Date d'émission : juillet 1963 Dates de retrait : 31 mai 1980 Dimensions : 18x22 Dentelure : 14x13 Dessinateur : Imprimeur : Imprimerie PTT Paris |  | Description |

| 027 |  | 0,55 Orange Valeur faciale : 0,55 NF Tirage : 200 000 Date d'émission : juillet 1963 Dates de retrait : 31 mai 1980 Dimensions : 18x22 Dentelure : 14x13 Dessinateur : Imprimeur : Imprimerie PTT Paris |  | Description |

| 028 |  | Constitution Algérienne du 8 septembre 1963 Valeur faciale : 0,25 NF Tirage : 500 000 Date d'émission : 13 octobre 1963 Dates de retrait : 19 novembre 1966 Dimensions : 36x22 Dentelure : 13 Dessinateur : Ali Ali-Khodja Imprimeur : Imprimerie PTT Paris |  | Description |

| 029 |  | 9e anniversaire de la Révolution algérienne Valeur faciale : 0,25 NF Tirage : 500 000 Date d'émission : 1er novembre 1963 Dates de retrait : 19 novembre 1966 Dimensions : 36x22 Dentelure : 13 Dessinateur : Ali Ali-Khodja Imprimeur : Imprimerie PTT Paris |  | Description Le 1er novembre 1963, un timbre d'une valeur de 0,25, arborant des teintes de brun carmin, vert, jaune et rouge, et émis à 500 000 exemplaires, a été émis pour célébrer le neuvième anniversaire du début de la révolution. Conçu par le miniaturiste et peintre Ali Ali Khodja, ce timbre présente la représentation d'un soldat de l'Armée de Libération Nationale, armé d'un fusil et revêtu d'un uniforme d'un soldat de l'ALN opérant à l'extérieur du pays. En arrière-plan, on distingue un Moudjahid de l'ALN opérant à l'intérieur du pays, ainsi qu'une femme combattante, tous deux munis de fusils de chasse. Une seconde femme, sans arme, et un enfant tenant un drapeau complètent la scène. Ce timbre illustre ainsi la mémoire de la lutte armée. Le dessin intègre également des montagnes évoquant les Aurès, lieu de naissance de l'insurrection du 1er novembre 1954. L'intention est de démontrer que la rébellion constitue un soulèvement populaire, avec pour leitmotiv un seul héros, le peuple, slogan apparu sur les murs d'Alger en juillet 1962. |

| 030 |  | Centenaire de La Croix-Rouge internationale Valeur faciale : 0,25 NF Tirage : 1 000 000 Date d'émission : 8 novembre 1963 Dates de retrait : 19 novembre 1966 Dimensions : 23x32,5 Dentelure : 11½ Dessinateur : Ali Ali-Khodja Imprimeur : L'Imprimerie Courvoisier |  | Description |

| 031 | [[Fichier:\|180px]] | Déclaration universelle des droits de l'homme Valeur faciale : 0,25 NF Tirage : 1 000 000 Date d'émission : 10 décembre 1963 Dates de retrait : 19 novembre 1966 Dimensions : 23x32,5 Dentelure : 11½x11¾ Dessinateur : Courvoisier Imprimeur : L'Imprimerie Courvoisier |  | Description |